# Rioxa discalis
Rioxa discalis är en tvåvingeart som först beskrevs av Walker 1861.  Rioxa discalis ingår i släktet Rioxa och familjen borrflugor. Inga underarter finns listade i Catalogue of Life.